# Рогова, Светлана Алексеевна
Светла́на Алексе́евна Ро́гова (род. 4 августа 1967) — советская и российская легкоатлетка, специалистка по бегу на средние и длинные дистанции, стипльчезу, кроссу и марафону. Выступала в 1989—2001 годах, чемпионка Игр доброй воли в Нью-Йорке, многократная победительница первенств всесоюзного и всероссийского значения. Представляла Кабардино-Балкарию и Московскую область.

## Биография
Светлана Рогова родилась 4 августа 1967 года. Занималась лёгкой атлетикой в Нальчике и позднее в Московской области, выступала за физкультурно-спортивное общество профсоюзов.
Первого серьёзного успеха на всесоюзном уровне добилась в сезоне 1989 года, когда на чемпионате СССР в Горьком выиграла серебряную медаль в зачёте бега на 2000 метров с препятствиями.
В 1990 году на чемпионате СССР в Киеве в той же дисциплине превзошла всех соперниц и завоевала золото.
В 1991 году отметилась победами на Мемориале братьев Знаменских в Москве и на международном турнире в Нью-Йорке.
В 1992 году одержала победу на зимнем чемпионате России в Волгограде и на чемпионате СНГ в Москве.
В 1993 году была лучшей на зимнем и летнем чемпионатах России в Москве.
В 1995 году победила на всероссийских соревнованиях в Сочи и на чемпионате России в Москве.
В 1996 году среди прочего финишировала девятой в беге на 10 000 метров на Мемориале Владимира Куца в Москве, восьмой в беге на 5000 метров на чемпионате России в Санкт-Петербурге, восьмой на полумарафоне в Сен-Дени. В составе российской сборной принимала участие в чемпионате Европы по кроссу в Шарлеруа, где заняла итоговое 31-е место.
В 1997 году показала 19-й результат на международном кроссе в Тибе, в дисциплине 5000 метров была девятой на Мемориале Куца в Москве.
В 1998 году в 2000-метровом стипльчезе победила на зимнем чемпионате России в Москве и получила серебро на летнем чемпионате России в Москве. Благодаря череде успешных выступлений удостоилась права защищать честь страны на Играх доброй воли в Нью-Йорке — в программе бега на 3000 метров с препятствиями установила свой личный рекорд 9:57.62 и завоевала золотую награду.
В 1999 году в стипльчезе на 2000 метров выиграла серебряную медаль на зимнем чемпионате России в Москве, в стипльчезе на 3000 метров стала бронзовой призёркой на летнем чемпионате России в Туле.
В 2000 году в дисциплине 3000 метров финишировала девятой на зимнем чемпионате России в Волгограде, была седьмой на полумарафоне в Иври-сюр-Сен и шестой на марафоне в Реймсе.
Завершила спортивную карьеру по окончании сезона 2001 года.